# Metagonia pura
Metagonia pura là một loài nhện trong họ Pholcidae. Loài này được phát hiện ở México.